# Edmond Hamont
Edmond Jean Ghislain Hamont (Rhisnes, 1 maart 1922, - Ukkel, 6 april 1982) was een Belgische syndicalist. Hij was voorzitter van de ACOD. 

## Levensloop
Hamont werd in 1968 voorzitter van de ACOD. Hij bleef dit tot zijn pensionering in 1982. Hij overleed enkele dagen daarna.